# Орвілл Ґібсон
Орвілл Х. Гібсон (англ. Orville H. Gibson, травень 1856 — 19 серпня 1918) — американський лютист, засновник гітарної компанії Gibson у Каламазу, штат Мічіган, у 1902 році, виробників гітар, мандолін та інших інструментів.
Його найпершим відомим інструментом була 10-струнна мандоліна-гітара, датована 1894 роком. За словами історика музики Пола Спаркса, мандоліни Гібсона «не були схожі на будь-який попередній інструмент із плоскою спинкою». Виробничі стандарти його компанії були дуже високими, а його інструменти активно продавалися.

## Молодість
Орвілл Гібсон народився в 1856 році на фермі поблизу Шатогей, округ Франклін, Нью-Йорк. Був наймолодшим із п'яти дітей у сім'ї англійця Джона В. Гібсона та матері-американки Емі Ніколс Гібсон з Перу, Нью-Йорк.